# Besturn B50
La Besturn B50 è un'autovettura prodotta dalla casa automobilistica cinese First Automobile Works con marchio Besturn dal 2009.

## Profilo e contesto
La vettura è stata realizzata in collaborazione con Mazda e Volkswagen. Il disegno del corpo vettura è stato affidato alla Italdesign di Giugiaro, con la piattaforma (la Ford CD3 usata dalla casa dell'ovale blu in America) che è condivisa con la Mazda 6.
La B50 viene costruita grazie a una collaborazione che avviene attraverso una joint venture tra la FAW-Mazda, mentre il motore di 1,6 litro è preso dalla Volkswagen Bora, che è costruito a sua volta dalla joint venture tra la FAW-Volkswagen.